# Rosnoën
Rosnoën (bretonisch Rosloc’hen) ist eine französische Gemeinde in der Region Bretagne im Département Finistère mit 993 Einwohnern (Stand 1. Januar 2022). 

## Geographie
Die Gemeinde liegt nahe sem Fluss Aulne. Brest liegt 25 Kilometer  nordwestlich, Quimper 30 Kilometer südlich und Paris etwa 485 Kilometer östlich. 
Bei Le Faou befindet sich eine Abfahrt an der Schnellstraße E 50 (Nantes-Brest) und in Pont-de-Buis-lès-Quimerch gibt es einen Regionalbahnhof. 
Nahe der nächsten Großstadt Brest befindet sich ein Regionalflughafen.

## Bevölkerungsentwicklung

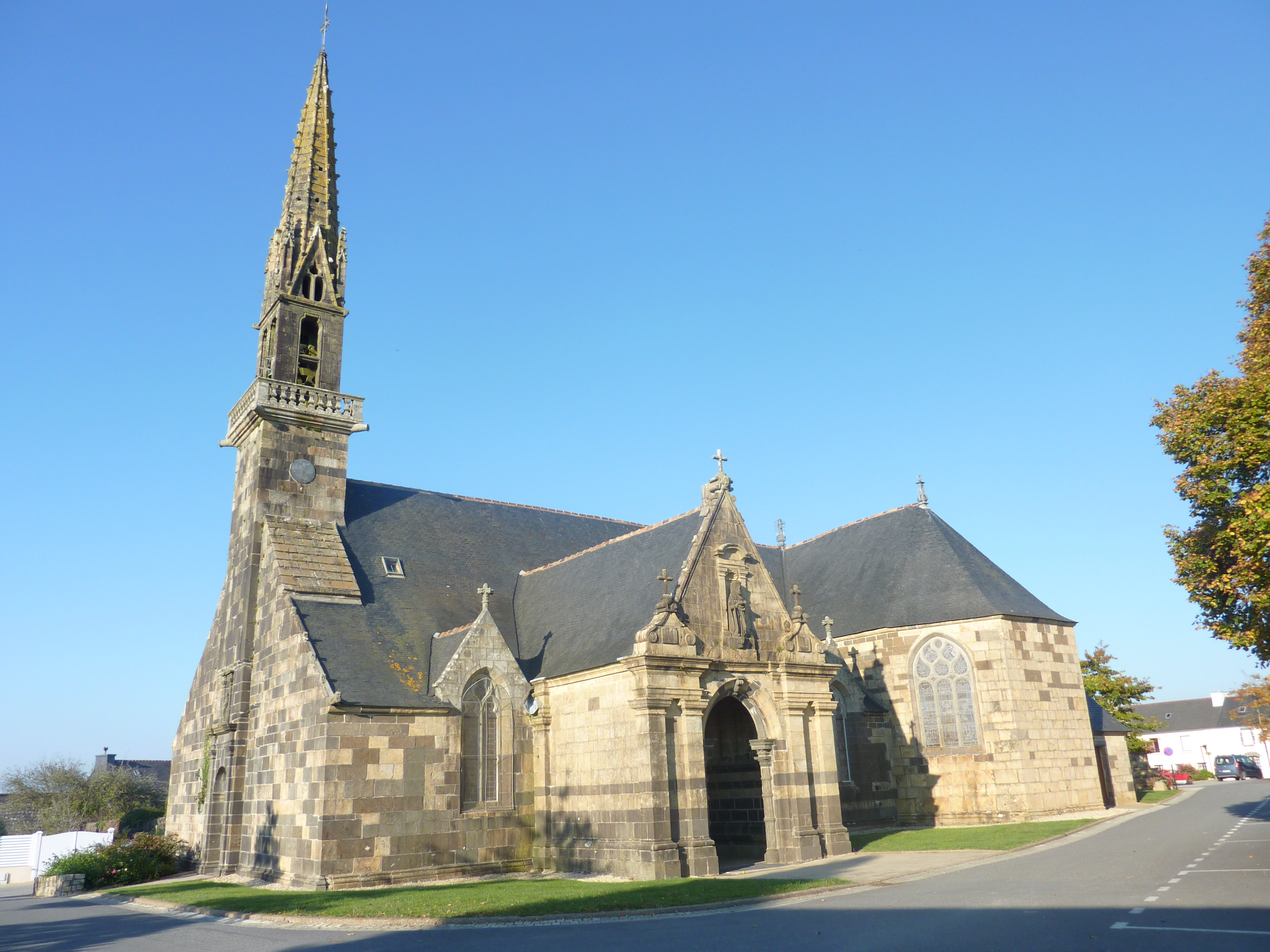
Kirche Saint-Audoen

| Jahr                       | 1962 | 1968 | 1975 | 1982 | 1990 | 1999 | 2008 | 2017 |
| Einwohner                  | 932  | 812  | 725  | 692  | 802  | 835  | 977  | 955  |
| Quellen: Cassini und INSEE |      |      |      |      |      |      |      |      |